# برلووینه
برلووینه (به صربی: Berlovine) یک روستا در صربستان است که در Ljubovija واقع شده‌است.